# Stone Deaf Forever!
A Stone Deaf Forever! box set a brit Motörhead zenekar 2003-ban kiadott gyűjteményes antológiája, mely felöleli az együttes egész pályafutását az 1975-ös megalakulástól kezdve 2002-ig. Az időrendbe szerkesztett 99 dal között 19 korábban ki nem adott felvétel is hallható. A box set ezen felül tartalmaz még egy 60-oldalas, nagyrészt korábban nem publikált fotókkal illusztrált, Motörhead-biográfiát Mick Wall, a neves rockzenei újságíró tollából.

## Az album dalai

### Első CD: 1975–1980
1. "Motorhead" – a Hawkwind előadásában, 1975
2. "Lost Johnny" – az On Parole albumról, 1975
3. "Leaving Here" (Holland-Dozier-Holland feldolgozás) – a Stiff Records kiadású kislemez A-oldala, 1977
4. "White Line Fever" – a Stiff Records kiadású kislemez B-oldala, 1977
5. "The Watcher" – a Motörhead albumról, 1977
6. "City Kids" – a "Motorhead" kislemez B-oldala, 1977
7. "I'm Your Witchdoctor" (John Mayall feldolgozás) – a The Beer Drinkers EP-ről, 1980
8. "Motorhead" – a Motörhead albumról, 1977
9. "Louie Louie" (Richard Berry feldolgozás) – kiadatlan, BBC Peel Session, 1978
10. "Keep Us on the Road" – kiadatlan, BBC Peel Session, 1978
11. "Tear Ya Down" – kiadatlan, BBC Peel Session, 1978
12. "I'll Be Your Sister" – kiadatlan, BBC Peel Session, 1978
13. "Overkill" – az Overkill albumról, 1979
14. "Stay Clean" – az Overkill albumról, 1979
15. "Capricorn" – az Overkill albumról, 1979
16. "Limb From Limb" – az Overkill albumról, 1979
17. "Dead Men Tell No Tales" – a Bomber albumról, 1979
18. "Stone Dead Forever" – a Bomber albumról, 1979
19. "Step Down" – a Bomber albumról, 1979
20. "Bomber" – a Bomber albumról, 1979
21. "Over the Top" – a Motordam előadásában a kiadatlan "Ballroom Blitz" kislemezről, 1978
22. "Shoot You in the Back" – az Ace of Spades albumról, 1980

### Második CD: 1980-1986
1. "Ace of Spades" – az Ace of Spades albumról, 1980
2. "Bite the Bullet" – az Ace of Spades albumról, 1980
3. "The Chase Is Better Than the Catch" – az Ace of Spades albumról, 1980
4. "Live to Win" – kiadatlan, BBC Session, 1980
5. "Like a Nightmare" – kiadatlan, BBC Session, 1980
6. "Please Don't Touch" (Johnny Kidd & The Pirates feldolgozás) – a Headgirl előadásában a St. Valentine's Day Massacre EP-ről, 1981
7. "Iron Fist" – az Iron Fist albumról, 1982
8. "Heart of Stone" – az Iron Fist albumról, 1982
9. "Don't Need Religion" – az Iron Fist albumról, 1982
10. "Shine" – az Another Perfect Day albumról, 1983
11. "One Track Mind" – az Another Perfect Day albumról, 1983
12. "I Got Mine" – az Another Perfect Day albumról, 1983
13. "Snaggletooth" – a No Remorse albumról, 1984
14. "Under the Knife (Slow Version)" – a "Killed by Death" kislemez B-oldala, 1984
15. "Ain't My Crime" – az Orgasmatron albumról, 1986
16. "Nothing Up My Sleeve" – az Orgasmatron albumról, 1986
17. "Killed by Death" – kiadatlan, BBC Session, 1986
18. "Deaf Forever" – kiadatlan, BBC Session, 1986
19. "Orgasmatron" [Spoken Word] – kiadatlan, BBC Session, 1986
20. "Orgasmatron"  – kiadatlan, BBC Session, 1986
21. "Dr. Rock"  – kiadatlan, BBC Session, 1986

### Harmadik CD: 1987-1996
1. "Rock 'n' Roll" – a Rock 'n' Roll albumról, 1987
2. "Eat the Rich" – a Rock 'n' Roll albumról, 1987
3. "Just 'cos You Got the Power" – az Eat the Rich EP-ről, 1987
4. "The Black Leather Jacket" – kiadatlan, a Channel 4 tv-csatorna Club-X műsorából, 1985
5. "No Voices in the Sky" – az 1916 albumról, 1991
6. "Going to Brazil" – az 1916 albumról, 1991
7. "Love Me Forever" – az 1916 albumról, 1991
8. "You Better Run" – a March ör Die albumról, 1992
9. "I Ain't No Nice Guy" – a March ör Die albumról, 1992
10. "Hell on Earth" – a Hellraiser III: Hell on Earth filmzenealbumról, 1992
11. "Burner" – a Bastards albumról, 1993
12. "I Am the Sword" – a Bastards albumról, 1993
13. "Bad Woman" – a Bastards albumról, 1993
14. "Devils" – a Bastards albumról, 1993
15. "Sacrifice" – a Sacrifice albumról, 1995
16. "Sex and Death" – a Sacrifice albumról, 1995
17. "Over Your Shoulder" – a Sacrifice albumról, 1995
18. "Out of the Sun" – a Sacrifice albumról, 1995
19. "I Don't Believe a Word" – az Overnight Sensation albumról, 1996

### Negyedik CD: 1996-2002
1. "Overnight Sensation" – az Overnight Sensation albumról, 1996
2. "Broken" – az Overnight Sensation albumról, 1996
3. "Listen to Your Heart" – az Overnight Sensation albumról, 1996
4. "Love for Sale" – a Snake Bite Love albumról, 1998
5. "Snake Bite Love" – a Snake Bite Love albumról, 1998
6. "Take the Blame" – a Snake Bite Love albumról, 1998
7. "Joy of Labour" – a Snake Bite Love albumról, 1998
8. "Orgasmatron 2000" – kiadatlan, 2000
9. "Stay Out of Jail" – a We Are Motörhead albumról, 2000
10. "One More Fucking Time" – a We Are Motörhead albumról, 2000
11. "We Are Motorhead" – a We Are Motörhead albumról, 2000
12. "Shoot 'em Down" (Twisted Sister feldolgozás) – kiadatlan, 2000
13. "Walk a Crooked Mile" – a Hammered albumról, 2002
14. "Brave New World" – a Hammered albumról, 2002
15. "Mine All Mine" – a Hammered albumról, 2002
16. "Voices from the War" – a Hammered albumról, 2002

### Ötödik CD: Live 1978-2002
1. "On Parole" – a What's Wordsworth? koncertalbumról, 1978
2. "Train Kept A-Rollin' " (Tiny Bradshaw feldolgozás) – a What's Wordsworth? koncertalbumról, 1978
3. "Too Late Too Late" – kiadatlan, BBC In-Concert, 1979
4. "(I Won't) Pay Your Price" – kiadatlan, BBC In-Concert, 1979
5. "Iron Horse/Born to Lose" – a No Sleep ’til Hammersmith koncertalbumról, 1981
6. "We Are the Roadcrew" – a No Sleep ’til Hammersmith koncertalbumról, 1981
7. "Nadine" (Chuck Berry feldolgozás) – a Beware the Dog bootleg-albumról
8. "Steal Your Face" – kiadatlan, BBC In-Concert, 1984
9. "Mean Machine" – a The Birthday Party koncertvideóról, 1985
10. "No Class" – a The Birthday Party koncertvideóról, 1985
11. "Stone Deaf in the USA" – a Live at Brixton '87 koncertalbumról, 1987
12. "Dogs" – a Live at Brixton '87 koncertalbumról, 1987
13. "Traitor" – a No Sleep at All koncertalbumról, 1988
14. "Built for Speed" – a No Sleep at All koncertalbumról, 1988
15. "Acropolis [Metropolis]" – bónusz a görög kiadású No Sleep at All koncertalbumról, 1988
16. "Angel City" – az Everything Louder than Everything Else koncertvideóról, 1991
17. "R.A.M.O.N.E.S." – az Everything Louder than Everything Else koncertvideóról, 1991
18. "Silver Machine" – a Hawkwind és Lemmy előadásában, Wembley Arena, 2002. október
19. "On Your Feet or on Your Knees" – az Everything Louder than Everyone Else koncertalbumról, 1999
20. "I'm So Bad, Baby I Don't Care" – az Everything Louder than Everyone Else koncertalbumról, 1999
21. "Born To Raise Hell" – az Everything Louder than Everyone Else koncertalbumról, 1999

## Közreműködők
- Ian 'Lemmy' Kilmister – basszusgitár, ének

1975
- Larry Wallis – gitár
- Lucas Fox – dobok

1976-1982
- 'Fast' Eddie Clark – gitár, ének
- Phil 'Philthy Animal' Taylor – dobok

1983
- Brian 'Robbo' Robertson – gitár
- Phil 'Philthy Animal' Taylor – dobok

1984-1987
- Phil Campbell – gitár
- Mike 'Würzel' Burston – gitár
- Pete Gill – dobok

1987-1992
- Phil Campbell – gitár
- Mike 'Würzel' Burston – gitár
- Phil 'Philthy Animal' Taylor – dobok

1992
- Phil Campbell – gitár
- Mike 'Würzel' Burston – gitár
- Tommy Aldridge – dobok

1992-1995
- Phil Campbell – gitár
- Mike 'Würzel' Burston – gitár
- Mikkey Dee – dobok

1995-től
- Phil Campbell – gitár
- Mikkey Dee – dobok

## Vendégzenészek
- Kelly Johnson (Girlschool) – ének a "Please Don't Touch" dalban
- Denise Dufort (Girlschool) – dobok a "Please Don't Touch" dalban
- Ozzy Osbourne – ének az "I Ain't No Nice Guy" dalban
- Slash (Guns N’ Roses) – gitárszóló az "I Ain't No Nice Guy" dalban